# 京都市立祥栄小学校
京都市立祥栄小学校（きょうとしりつ しょうえいしょうがっこう）は京都府京都市南区吉祥院蒔絵町にある公立小学校。

## 沿革
- 1982年（昭和57年） - 開校[1]。

## 卒業後の進路
卒業後は基本的に京都市立洛南中学校に進学する。

## 通学区域が隣接している学校
- 京都市立祥豊小学校
- 京都市立吉祥院小学校
- 京都市立上鳥羽小学校
- 京都市立大藪小学校
- 京都市立久世西小学校